# XO-1 (ноутбук)
XO-1 — недорогой ноутбук, предполагаемый к распространению среди детей развивающихся стран для того, чтобы предоставить им доступ к современным научным и практическим знаниям и возможностям самостоятельного развития в соответствии с разработанной Сеймуром Папертом конструктивистской теорией обучения. Ноутбуки должны поставляться правительствам стран - участниц проекта и бесплатно раздаваться детям всех общеобразовательных школ.
Ноутбуки поставляются правительствам стран-участниц. Цена с 2008 года составляет 100 долларов.
Разрабатывается ноутбук некоммерческой организацией «One Laptop Per Child» (США, штат Делавэр), основанной сотрудниками лаборатории «MIT Media Lab» Массачусетского технологического института. Производитель ноутбука — фирма Quanta Computer. Летом 2007 года к проекту присоединилась корпорация Intel, но вышла из проекта в начале января 2008 года.
Недорогие, надёжные и экономичные компьютеры вместо жёсткого диска оснащены флеш-памятью и работают под управлением специально разработанного дистрибутива Linux. Компьютеры самостоятельно организуются в беспроводную сеть (через Wi-Fi) и при наличии компьютера, уже подключённого к Интернету, получают доступ к нему.
Принципы:
1. каждому ребёнку — собственный ноутбук
2. ноутбук должен быть пригоден для использования младшими школьниками
3. ноутбук должен выдаваться бесплатно
4. ноутбуки должны обеспечивать связь школьников друг с другом и внешним миром
5. свободный и открытый исходный код

## История

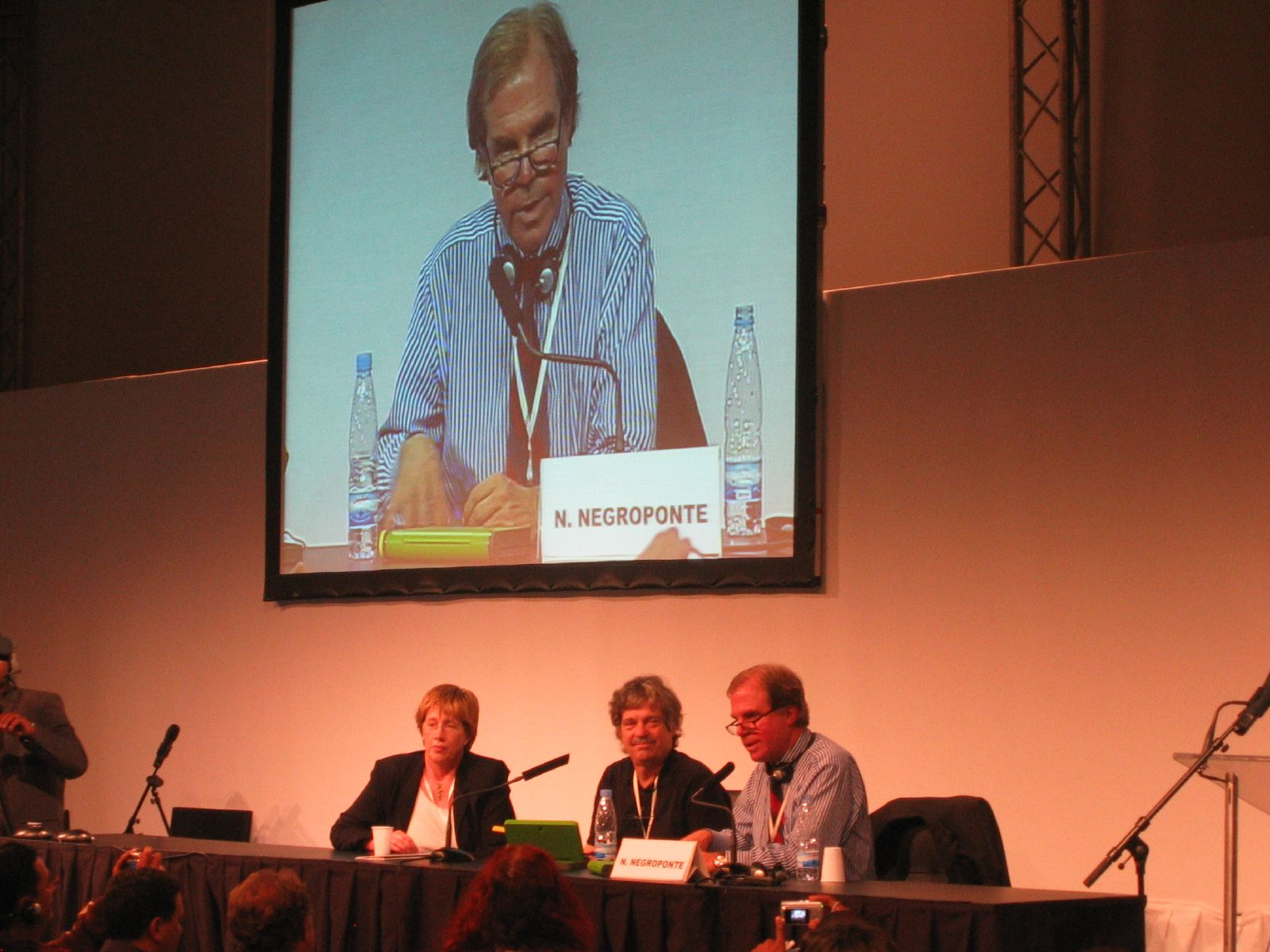
Мэри Лоу Джепсен, Алан Кей и Николас Негропонте представляют OLPC ноутбук

Идея ноутбука основана на созданной Сеймуром Папертом конструкционистской теории обучения, впоследствии развитой Аланом Кеем и Митчелом Резником, принципы которой изложены в книге Николаса Негропонте «Being Digital» (ISBN 0-679-43919-6).
По два миллиона долларов на осуществление проекта дали Google, News Corp, AMD, Red Hat, BrightStar и Nortel Networks. Все они — как люди, так и организации — являются активными участниками проекта.
Во многих отношениях данный проект является потомком eMate 1997 года (основанного на Apple Newton), так же предназначенного для образования.
Действующий прототип устройства был представлен 16 ноября 2005 года во второй части Всемирного саммита информационного общества (WSIS) в Тунисе. Представленное устройство было незаконченным прототипом, и работы по улучшению его производительности и цены всё ещё продолжаются. Негропонте предполагает, что одни только работы по улучшению экрана займут три месяца. Планируется, что устройство будет доступно в конце 2006 — начале 2007 годов.
В России ноутбук использовался в летней школе «Цифровая экология-2008» в Нижегородской области и в нескольких общеобразовательных школах.

## Страны-участницы
Аргентина, Бразилия, Египет, США (штаты Массачусетс и Мэн), Камбоджа, Доминиканская республика, Коста-Рика, Тунис, Пакистан и Венесуэла различными способами присоединились к проекту. В Киргизии состоялась презентация «One Laptop per Child».
Губернатор штата Массачусетс Митт Ромни представил на рассмотрение законодательного органа штата билль о распространении ноутбуков среди всех детей штата.
В России ноутбуки XO-1 начали использоваться для оснащения детских экологических лагерей. Пилотный проект — летний лагерь «Цифровая экология 2008», проведённый под руководством сотрудников Нижегородского педагогического университета.
Первоначально считалось, что OLPC должен распространяться только через правительства, но Негропонте заявил, что они могут сотрудничать с хорошо известными производителями для создания коммерческой версии стоимостью примерно в 225 долларов, которая позволит компенсировать стоимость ноутбуков для развивающихся стран.

## Производитель
13 декабря 2005 года совет директоров OLPC заявил, что в качестве производителя оригинального оборудования (ODM) была выбрана фирма Quanta Computers. Это решение было принято после того, как были рассмотрены предложения нескольких производителей. Компания подчеркнула, что необходимо выполнить работу: «Нам всё ещё нужно выполнить множество исследований и разработок, и мы надеемся получить окончательный продукт во второй половине следующего года (2006)», ссылаясь на Quanta. На протяжении следующих шести месяцев группа исследователей Quanta Research Institute должна работать над ноутбуком.

## Технология
Ноутбук спроектирован для того, чтобы быть недорогим, небольшим, надёжным и экономичным.
Он использует облегчённую версию операционной системы Fedora и разработанную для него графическую оболочку Sugar, позволяющую детям взаимодействовать друг с другом.
Он снабжён видеокамерой, микрофоном, беспроводной сетью Wi-Fi, а также устройством ввода, объединяющим возможности тачпада и перьевого ввода. Для зарядки разработан ряд устройств и концептов, использующих альтернативные источники энергии, в том числе солнечную, ветровую, механическую, мускульную силу, чтобы устройство можно было использовать независимо от наличия и доступности электросети.

### Требования к устройству
Мери Лоу Джепсен определила требования к аппаратуре следующим образом:
- минимальное потребление энергии, которое должно лежать в пределах 2—3 Вт;
- при производстве более чем миллиона экземпляров максимальная стоимость продукции должна составлять 100 долларов;
- привлекательный и даже «крутой» внешний вид;
- функциональность электронной книги с минимальным потреблением энергии;
- программное обеспечение, поставляемое с ноутбуком, должно быть открытым и бесплатным.

### Аппаратное обеспечение
Negroponte:

«Сегодня XO-Laptop состоит более, чем из 900 деталей. Должно быть 50.»

То, от чего отказались:

- нет движущихся частей

  - нет жёсткого диска

  - нет приводов оптических дисков (то есть CD-ROM или DVD-ROM)

  - нет вентиляторов
- нет интерфейса IDE (так как отсутствуют устройства, подключаемые к IDE)
- нет разъёма PCMCIA
- нет генератора для ручной зарядки аккумуляторов (планировался, но позднее от него отказались).

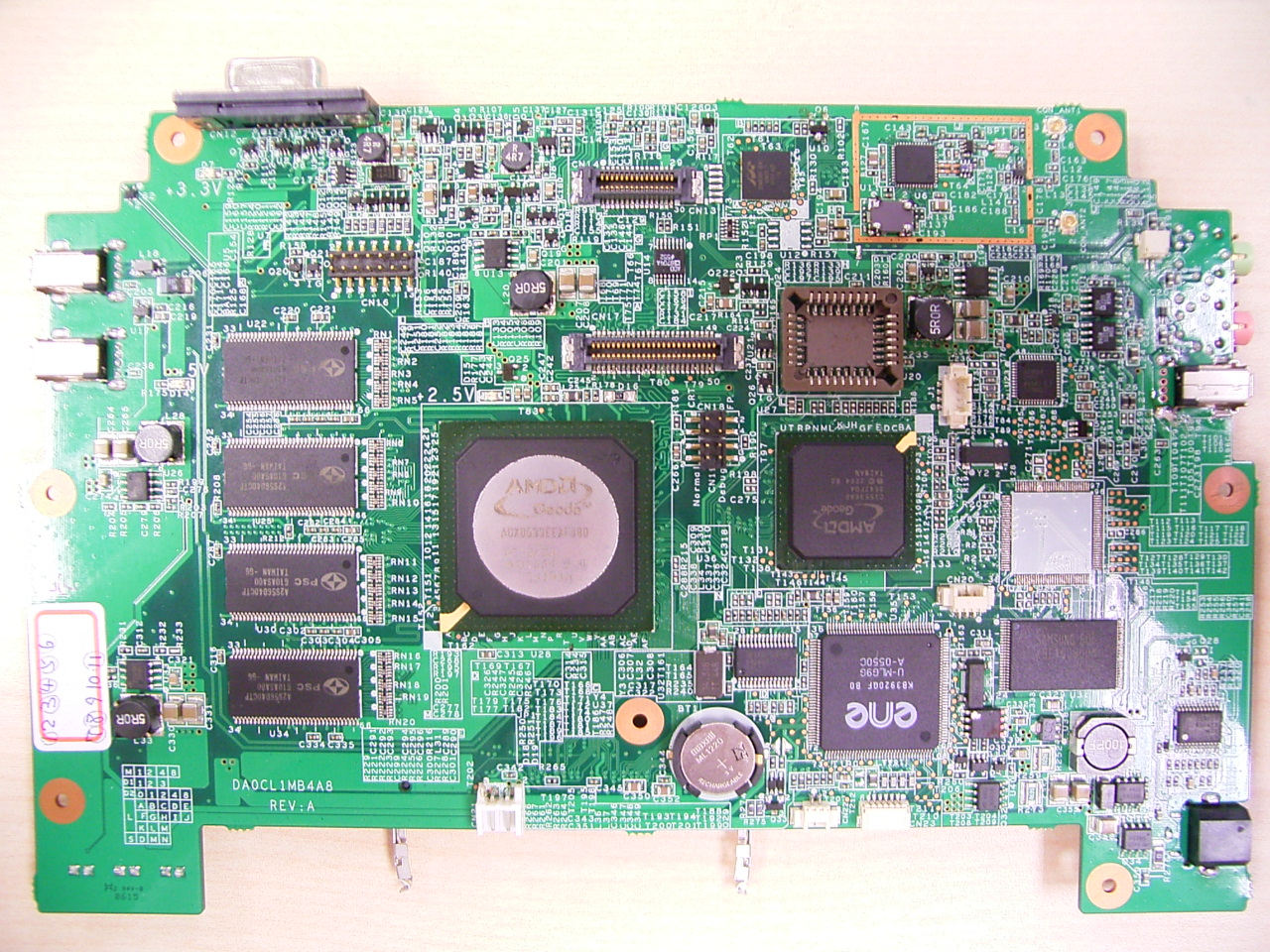
Negroponte:
«Сегодня XO-Laptop состоит более, чем из 900 деталей. Должно быть 50.»
То, от чего отказались:
- нет движущихся частей
- нет жёсткого диска
- нет приводов оптических дисков (то есть CD-ROM или DVD-ROM)
- нет вентиляторов
- нет интерфейса IDE (так как отсутствуют устройства, подключаемые к IDE)
- нет разъёма PCMCIA
- нет генератора для ручной зарядки аккумуляторов (планировался, но позднее от него отказались).

Спецификации аппаратного обеспечения на декабрь 2005 года.

#### Особенности
- процессор AMD Geode LX-700 (433 МГц) с интегрированным видеоконтроллером и энергопотреблением 0,8 Вт;
- частота процессора 366 МГц
- жидкокристаллический SVGA-дисплей с диагональю 7,5 дюйма (19 см), который может использоваться в двух режимах:
  - пропускающий цветной/DVD-режим с разрешением 800×600 с подсветкой (для использования в режиме ноутбука);
  - отражающий солнечный свет монохромный режим в разрешении 1200×700 (для чтения электронных книг на открытом воздухе);
- 256 мегабайт DRAM-памяти;
- 1 мегабайт постоянной флеш-памяти, содержащей coreboot (ранее LinuxBIOS);
- 1024 мегабайт флеш-памяти;
- SD-слот для подключения портативных карт памяти;
- веб-камера с разрешением 640×480;
- беспроводная сеть, использующая «Extended Range» IEEE 802.11b-набор микросхем, работающий с небольшой скоростью (2 Мбит/с) для уменьшения энергопотребления;
- возможность поддержания функционирования сети даже в случае выключенного процессора, что достигается использованием микросхемы Marvell 8388;
- локализованная клавиатура с общепринятой раскладкой клавиш;
- сенсорная панель для рукописного ввода;
- два динамика;
- встроенный микрофон;
- аудиосистема на базе AC97;
- 2 внешних порта USB 2.0;
- источники питания:
  - шнур питания, который одновременно может использоваться для переноски ноутбука;
  - две аккумуляторные батареи размера C (R14) или D;
  - четыре C (LR14) или D (LR20) щелочные батареи.

#### Изменение конфигурации
C мая 2009 года ноутбуки XO-1 оснащаются процессорами производства компании VIA Technologies Inc.
Теперь их конфигурация будет выглядеть так:
- процессор VIA C7-M с тактовой частотой 1 ГГц, которая в случае необходимости может снижаться до 400 МГц.
- Материнская плата на базе чипсета VIA VX855, которая поддерживает декодер HD-видео, интегрированную видеокарту, интерфейсы USB, HD-аудио и т. п.
- Оперативная память 1Гб DDR2.
- Flash-память объёмом 4 или 8 Гб.

#### Энергопотребление
Согласно целям проекта, энергопотребление должно составлять 4 Вт в режиме ноутбука. Потребление в режиме электронной книги должно лежать в пределах 0,3—0,8 Вт.
В режиме электронной книги все подсистемы «засыпают», за исключением дисплея (подсветка экрана также выключается). Когда пользователь перемещается на другую страницу, система «просыпается», отображает новую страницу и снова переходит в режим сна.

#### Дисплей
Ожидается, что OLPC-ноутбуки первого поколения будут иметь современные недорогие жидкокристаллические TFT дисплеи.
Вероятно, позднее OLPC-ноутбуки будут использовать недорогие и экономичные дисплеи высокого разрешения на основе электронных чернил.
TFT-дисплей — это наиболее дорогостоящая часть ноутбука. В апреле 2005 года Негропонте нанял Мери Лоу Джепсен, которая думала присоединиться к отделению Media Arts and Sciences MIT Media Lab в сентябре 2006 года в качестве технического директора OLPC. Джепсен разрабатывает новый дисплей для ноутбуков первого поколения, которые, как сказано в FAQ о ноутбуке, создаются на основе небольших LCD-экранов, используемых в портативных DVD-проигрывателях. Она считает, что такой дисплей будет стоить примерно 35 долларов.

#### Беспроводная сеть

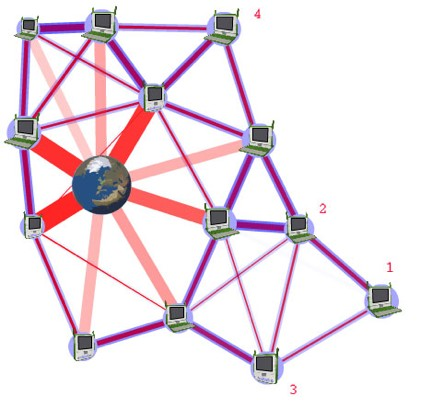
Пример структуры ячеистой сети

Поддержка IEEE 802.11b будет обеспечиваться с помощью чипсета Wi-Fi «Extended Range». Джепсен сказала, что беспроводной чипсет будет работать на пониженной скорости в 2 Мбит/с вместо обычных 5,5 или 11 Мбит/с для того, чтобы снизить энергопотребление.
Всякий раз после включения ноутбук подключается к общей ячеистой сети, в которой каждый узел может соединяться с другими узлами и может воспринимать и передавать пакеты узлов через облако. Если какой-нибудь компьютер в облаке получает доступ в Интернет (прямо или косвенно), все компьютеры в сети получают доступ к сети. Скорость передачи данных через такую сеть невелика, но похожие сети, такие, как «сохрани и передай» проекта Motoman, сейчас обеспечивают электронной почтой до 1000 школьников в Камбодже. Скорее всего, этой скорости хватит для таких асинхронных сетевых приложений, как почта, для связи с тем, кто находится снаружи облака, а не для интерактивного использования, веб-серфинга или высокоскоростных приложений, таких, как передача видео. Внутри облака возможно интерактивное сетевое общение.
Обычные системы IEEE 802.11 только управляют трафиком внутри локального облака беспроводных устройств примерно так же, как Ethernet-системы. Каждый узел принимает и передаёт пакеты непосредственно, но не перенаправляет пакеты между узлами сети, если они не могут связаться непосредственно. Какие дополнительные протоколы будут использоваться для образования ячеистой сети — неясно.
Также непонятно, будет ли ноутбук участвовать в сети, если он находится в режиме электронной книги.

#### Клавиатура и тачпад

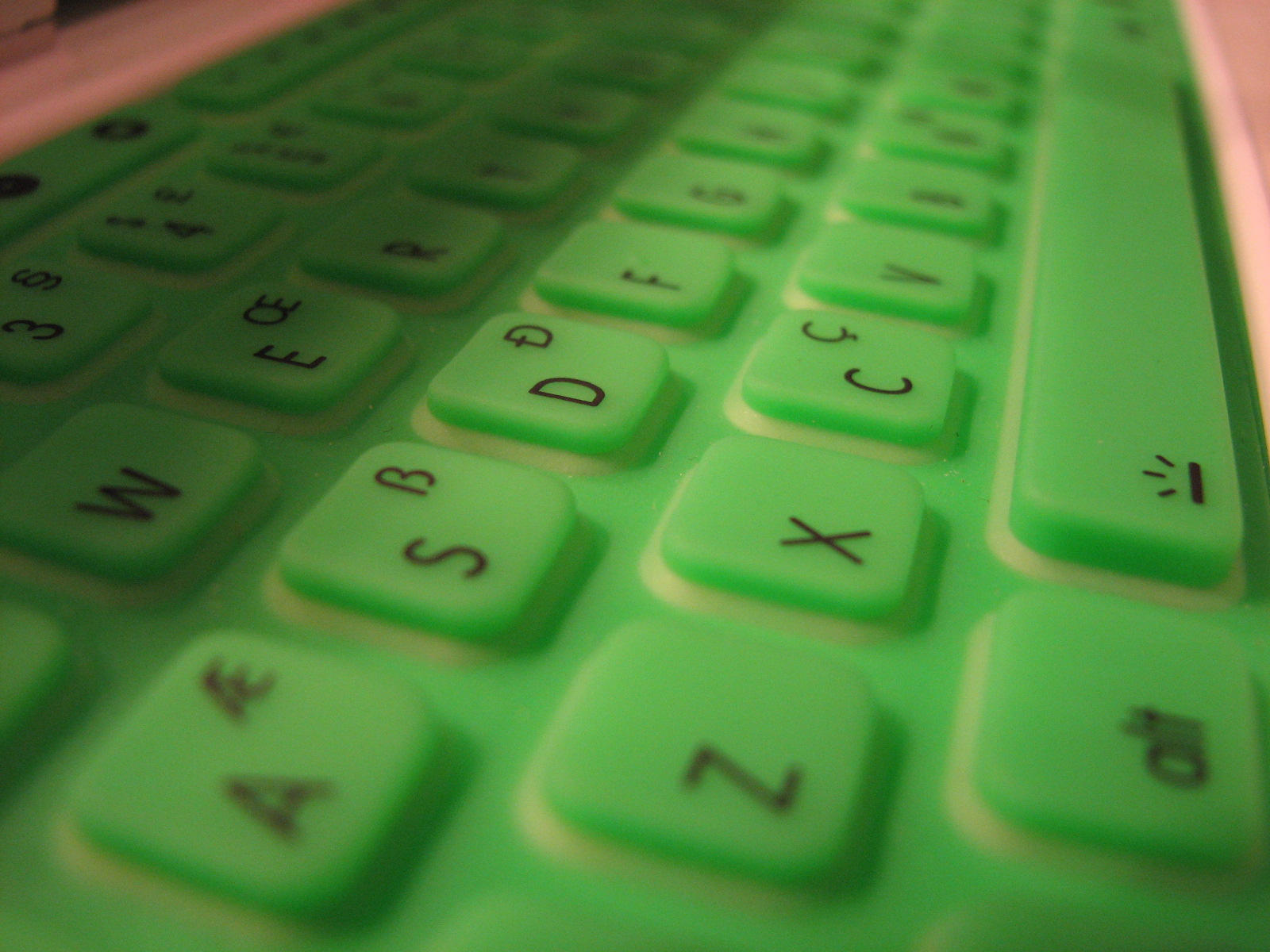
Клавиатура крупным планом

Негропонте и Джепсон сказали, что клавиатура будет модифицироваться для того, чтобы соответствовать стандартной клавиатуре текущей страны. Некоторые версии прототипа, показанного на WSIS, обладали съёмной клавиатурой. На других прототипах клавиатура была соединена с дисплеем. Неясно, является ли отделяемая клавиатура частью окончательного дизайна, и как в этом случае будут реализовываться некоторые способы использования ноутбука, заявленные Негропонте («аккордеонное» использование клавиш в режиме электронной книги).
Ниже клавиатуры есть большая тёмная область, похожая на очень широкий тачпад, которую Джепсен называет «мауспадом». Негропонте сказал, что это устройство будет использоваться для «каллиграфии», возможно, для поддержки языков, использующих идеограммы. Подразумевается также, что можно будет использовать как пальцы, так и устройства, похожие на ручки. Этот расширенный тачпад может также использоваться при «аккордеоноподобном» использовании в режиме электронной книги для перемещения на следующую и предыдущие страницы. На прототипе это устройство не функционировало.

#### Герметичность
Клавиатура расположена вокруг водонепроницаемого отсека питания или генератора, закрывая окружённый ручкой для переноски дисплей. По словам Негропонте, в закрытом состоянии клавиатура и дисплей герметичны и исключают попадание воды и пыли.

### Программное обеспечение

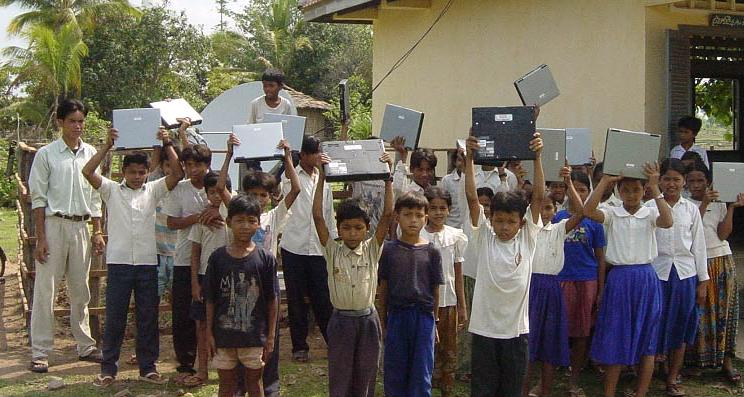
Дети в камбоджийской школе, где с 2001 года проводилась пилотная программа

Всё программное обеспечение ноутбука должно быть свободным. На ноябрь 2006 года планировалось использование следующего программного обеспечения:
- урезанная версия Fedora Core в качестве операционной системы. Обучающиеся будут иметь root-доступ к своему компьютеру.
- веб-браузер, основанный на движке Gecko. Также в стадии завершения специальная версия браузера Opera[15]
- Текстовый процессор на базе AbiWord
- работа с электронной почтой через сервис Gmail
- программы для чата и VoIP
- интерпретаторы языков Logo, JavaScript, Python, Csound
- система программирования Squeak, включающая язык программирования Smalltalk
- музыкальный секвенсор TamTam[16]
- программы для просмотра и редактирования видео и звука: MPlayer, Helix

Для ноутбука планируется использовать написанный на языке Python графический интерфейс Sugar (GUI), работающий поверх оконной системы X Window System. Интерфейс будет иметь не совсем обычный для десктопа вид, однако, такие вещи как представление в виде иконок программ и документов, подобие сетевого окружения, где компьютеры в локальной сети отображаются в виде карты, там будут присутствовать. Все запускаемые приложения будут работать в полноэкранном режиме.
Стив Джобс предлагал бесплатно использовать Mac OS X в ноутбуке, но, ссылаясь на Сеймура Пайперта, заслуженного профессора MIT и одного из инициаторов проекта, разработчики желают работать с операционной системой, которую они, в случае необходимости, могут починить: «Мы отклоняем предложение, так как это не открытое программное обеспечение». Поэтому был выбран GNU/Linux.
Билл Гейтс из Microsoft пытался убедить Негропонте использовать одну из версий Microsoft Windows, но его предложение также не было принято. Некоторые друзья Негропонте говорили, что Microsoft может попытаться портировать Windows на ноутбук, на что он ответил, что это было бы великолепно и способствовало бы распространению ноутбуков.
Негропонте также заявил, что он хотел бы видеть Wikipedia на ноутбуке. Джимми Уэйлс, один из сооснователей Wikipedia, чувствует, что Wikipedia может быть ключевой особенностью ("killer-feature") для данного устройства. Некоторое количество книг необходимо переписать, чтобы проект достиг своих основных — образовательных — целей. С другой стороны, издатели могут выпустить дешёвые электронные версии своих изданий, и тогда их тоже можно было бы использовать.
4 августа 2006 года Фонд Викимедиа объявил, что статическая (офлайн) подборка статей из Wikipedia будет поставляться с ноутбуком.
8 марта 2007 года на форуме Slashdot Дон Хопкинс, программист и основной разработчик игры SimCity, заявил, что с благословения Уилла Райта и компании Electronic Arts он портирует SimCity на OLPC-ноутбук. Кроме того, он продемонстрировал работающую на ноутбуке SimCity на конференции разработчиков компьютерных игр (GDC).
15 мая 2008 года Фонд OLPC объявил, что OLPC XO-1 будет поставляться с ОС Windows XP уже с конца лета.
Сообщается об установке на ноутбук «детской версии» OpenOffice.org — (OOo4Kids).

## Дизайн
С помощью фирмы Design Continuum MIT Media Lab исследовала различные варианты использования, включающие: ноутбук, электронную книгу, театр, моделирование, транспортировку, а также блокнотную архитектуру.

## Критика проекта
На ранних стадиях проект в основном критиковался как невыполнимый.
На конференции ООН, проходившей в конце 2005 года в Тунисе, некоторые официальные лица из Африки, наиболее известными из которых является Марта Дэнсохо из Камеруна и Мухамед Диоп из Мали, высказывали сомнения в мотивах проекта и заявляли, что проект «слишком американский», и предлагаемое решение неприменимо к специфичным задачам, стоящим перед населением Африки.
Дансохо сказала, что в проекте неправильно расставлены приоритеты:

Женщины Африки выполняют бо́льшую часть работы и не имеют времени на то, чтобы сидеть с детьми и думать, каким должен быть урожай... Всё, что им нужно — это чистая вода и настоящие школы.

Диоп, в свою очередь, заявил, что это попытка создания новых рынков под прикрытием «некоммерческой» деятельности:

Это очень ловкий маркетинговый ход. Под маской «некоммерческой» деятельности сотни миллионов этих ноутбуков будут проданы нашим правительствам. Единственный способ достижения экономических целей — снижение цены. Они нашли способ продажи гигантского количества устройств бедным людям.

Глава корпорации Microsoft Билл Гейтс в начале 2006 года заявил, что создание дешёвых ноутбуков не является оптимальным решением и гораздо более простой, на его взгляд, является разработка дешёвых смартфонов, имеющих разъём для подключения полноценной клавиатуры и телевизора, что превратит мобильный телефон в полноценный ПК.